# Рум Мехмет-паша
Рум Мехмет-паша (ум.  1472/73 или 1474) — великий визирь Османской империи, предположительно в 1468/69—1469 или в 1469/70—1471/72 годах.
Мехмет-паша был греком по происхождению и соперничал с Махмудом-пашой. После покорения османами бейлика Караманидов Мехмет-паша безжалостно осуществил переселение жителей городов Конья и Караман в Стамбул, за что был осужден османскими хронистами.
Рум-Мехмет-паша по словам Идриса Бидлиси был атабеком сына Мехмеда II Джема.

## Биография
Происхождение Мехмета точно не установлено. В источниках того времени очень мало сведений о его происхождении и жизни, по указаниям историков он был раб из Греции или Албании. Османист Х. Лоури писал, что Рум Мехмет попал в Стамбул по системе девширме. Однако согласно Ашикпашазаде друзья отца Мехмета-паши были греческими жителями Стамбула, потерявшими своё имущество при захвате города в 1453 году. Кемальпашазаде тоже писал, что Мехмет был одним из греков, попавших в плен во время завоевания Константинополя и взятых на службу во дворец. Ф. Бабингер писал, что Мехмет-паша происходил из Анатолии или Диметоки, но источников версий не указал. Скорее всего, Мехмет обучался в Эндеруне, где его отметил султан. После неудачной албанской кампании  1466 года Мехмет-паша стал вторым визирем и приобрел в последующие годы большое влияние.
В  1468 году он участвовал в кампании против Карамана, в которой проявилось его соперничество с великим визирем Махмуд-пашой. Поскольку города Караманидов были известны своими мастерами керамики, архитектуры, ковроткачества, миниатюры и каллиграфии султан приказал переселить в Стамбул ремесленников и художников. Рум Мехмет донёс султану на Махмуда-пашу, что тот переселяет лишь бедных, а с богатых берет мзду. Переселение было доверено Мехмету-паше, который завершил переселение безжалостно и сурово, что вызвало негодование как жителей Карамана, так Стамбула. Он включил в число переселяемых даже внука Джелаладдина Руми Али Челеби. Узнав об этом, султан извинился перед Али, одарил его и разрешил вернуться в Конью. Старые османские хроники неодобрительно сообщали о жестокости, проявленной Мехметом. Ашикпашазаде и Мустафа Али видели в действиях Мехмета-паши месть мусульманам за судьбу греческого населения Стамбула в 1453 году. Мехмет включил в списки переселяемых наиболее уважаемых граждан обоих городов, записав их ремесленниками, разрушил их дома, конфисковал имущество.
В  июне и июле 1470 года Рум Мехмет-паша участвовал в экспедиции по завоеванию Негропонте. Во время этой кампании, воспользовавшись тем, что армия и флот султана были у Пелопоннеса, Пир Ахмед и Касым Караманиды подняли восстание, возмущённые продолжавшейся конфискацией имущества. Братьям удалось занять Ларинду и дойти до Анкары. Исхак-паша не смог противостоять им. Осенью  1470 года султан отправил в Караман Мехмета-пашу, и тот быстро подавил восстание, разрашив при этом Ларинду и Эрегли и конфисковав имущество всех местных вакуфов и частных лиц. Несколько уважаемых жителей Ларинды явились к Мехмету-паше с просьбой пощадить мечети и школы. Они указывали, что эти здания входят в вакуф, посвященный Медине, месту захоронения Пророка. В ответ Мехмет-паша велел заколоть просителей. Алайе, в которой правила ветвь династии Караманидов, Мехмед захватить не смог. Современники событий Ашикпашазаде и Нешри объясняли эту неудачу недостаточным стремлением Мехмеда захватить город, потому что его жена была сестрой Кылыч Арслана, бея Алании. В  1470/71 году Мехмет-паша продолжил карательную кампанию в Карамане, преследуя племя варсак из своей жадности. Однако туркмены заманили Мехмета-пашу в горы у Силифке, там он попал в засаду. Половина его войска была уничтожена, а сам Мехмет-паша едва спасся, отступив на север и оставив всю добычу, награбленную в Карамане.
В  1471/72 году Мехмет-паша построил в Ускюдаре куллие — комплекс, состоящий из мечети, медресе, хаммама, имарета и тюрбе. Для содержания комплекса был учреждён вакуф, получавший доходы в том числе и от бедестена, построенного Мехметом-пашой в Манисе. Это был один из первых куллие, построенных в Стамбуле после завоевания в 1453 году. До сих пор от комплекса сохранилась мечеть с видом на Босфор — одна из немногих построек, сохранившихся со времен Мехмеда II. В 876 г. Х. в районе Дуатепе в Тире Мехмет-паша построил мечеть и тюрбе.
Рум Мехмет-паша был казнён. К его падению, вероятно, привело соперничество между тремя пашами — Рум Мехметом, Караманлы Мехмедом и Махмудом. Принято считать, что Мехмет захоронен в тюрбе рядом с его мечетью в Ускюдаре. Там же похоронены его внук и его дочь. Однако, возможно, он похоронен в гробнице возле мечети в Тире.

## Проблема дат

### Пост великого визиря
Даты назначения Мехмета на пост великого визиря и снятия с этого поста неясны.
- И. Данишменд указывал, что Мехмет-паша занимал пост в 1466—1469 годах, после чего в 1469—1472 годах великим визирем был Исхак-паша[13].
- А. де Гроот полагал, что в  1468/9 году в награду за успешное переселение в Стамбул жителей бейлика Караман, Рум Мехмет-паша был назначен великим визирем вместо Махмуда-паши[1]. Сторонники Мехмета-паши также получили важные должности. В частности, Молла Мехмед Вильдан стал кадиаскером, Хасс Мурад, Гедик Ахмед и Озгуроглу-Иса-бей стали визирями[1][14]. Возможно, в 1469 году Рум Мехмет был снят с должности[15].
- Некоторые источники указывают на Исхака-пашу, а не на Рум Мехмета, как преемника Махмуд-паши[2]. По мнению Х. Рейндл-Киль в 1471 году Исхак-паша был уволен, когда Караманиды дошли до Анкары, и лишь тогда Мехмет-паша стал великим визирем[2]. По этой версии смещён с поста великого визиря он был, вероятно, после поражения у Силифке в  1470/71 году[11] или же после известия о том, что армия правителя Аккоюнлу Узуна Хасана, союзника Караманидов, разграбила Токат летом  1472 года[2]. Версия о назначении на пост Рум Мехмета после снятия Исхака-паши в 1471 году и снятия с поста после разграбления Токата обоснована Х. Иналджиком[12][16].
- Бабингер связывал смещение Махмуда-паши с поста великого визиря и назначение на этот пост Рум Мехмета с переселением жителей бейлика Караман в Стамбул, то есть, отнёс к 1468/69 году[6]. По словам Х. Иналджика, Бабингер опирался на Нешри и Саад-эд-дина[17].

### Казнь
Ашикпашазаде не датировал смерть Мехмета-паши, просто написав, что «его удавили, как пса». Кемальпашазаде тоже не называл даты казни и приписывал казнь Мехмета-паши разногласиям с Караманлы Мехметом-пашой. Х. Иналджик, опираясь на Идриса Бидлиси, писал, что снятие с поста и казнь Мехмета-паши произошли после поражения у Силифке 1470/71 от племени варсак. Орудж-бей называл Мехмета-пашу зятем Гедика Ахмеда-паши и в  1480 году Мехмет упоминался как бейлербей Анатолии. Но другие источники никак не подтверждают эти сведения.
Ф. Бабингер полагал, что «к концу 1470 года султан Мехмед свел счеты» с Мехметом-пашой. Вслед за Бабингером 1470 год как год казни называл Н. Текташ. Так же есть мнение, что Мехмет-паша был казнён сразу после получения султаном Мехмедом новости о разграблении Токата. Согласно А. де Грооту Рум Мехмет-паша был казнён в  1472/73 году. Х. Рейндл-Киль датировала казнь Мехмета 1474 годом, поскольку Идрис Бидлиси упоминает Рум Мехмета как атабека Джема-султана в  1474 году в Карамане.

## Личность
Османские хроники в основном пишут о его жестокости и жадности, почти не упоминая другую деятельность в качестве великого визиря. Видимо, он был финансистом. Он ввел вызвавшее негодование мукатаа — прибыльную систему сбора налогов. Жители Константинополя, которыми султан заселил город после его захвата, были обложены султаном налогом на дома. Из-за налога поселенцы начали покидать город и уезжать, поэтому Мехмед II отменил налог, но Рум Мехмет-паша снова ввел его.
Бабингер писал, что влияние Мехмета было «катастрофическим» и «губительным», «османские хронисты проявляют редкое единодушие в осуждении его алчности и гнусных интриг», однако Х. Иналджик считает такое мнение «полностью предвзятым».